# Megachile ferruginea
Megachile ferruginea là một loài Hymenoptera trong họ Megachilidae. Loài này được King & Exley mô tả khoa học năm 1985.